# Bohuslavice nad Metují

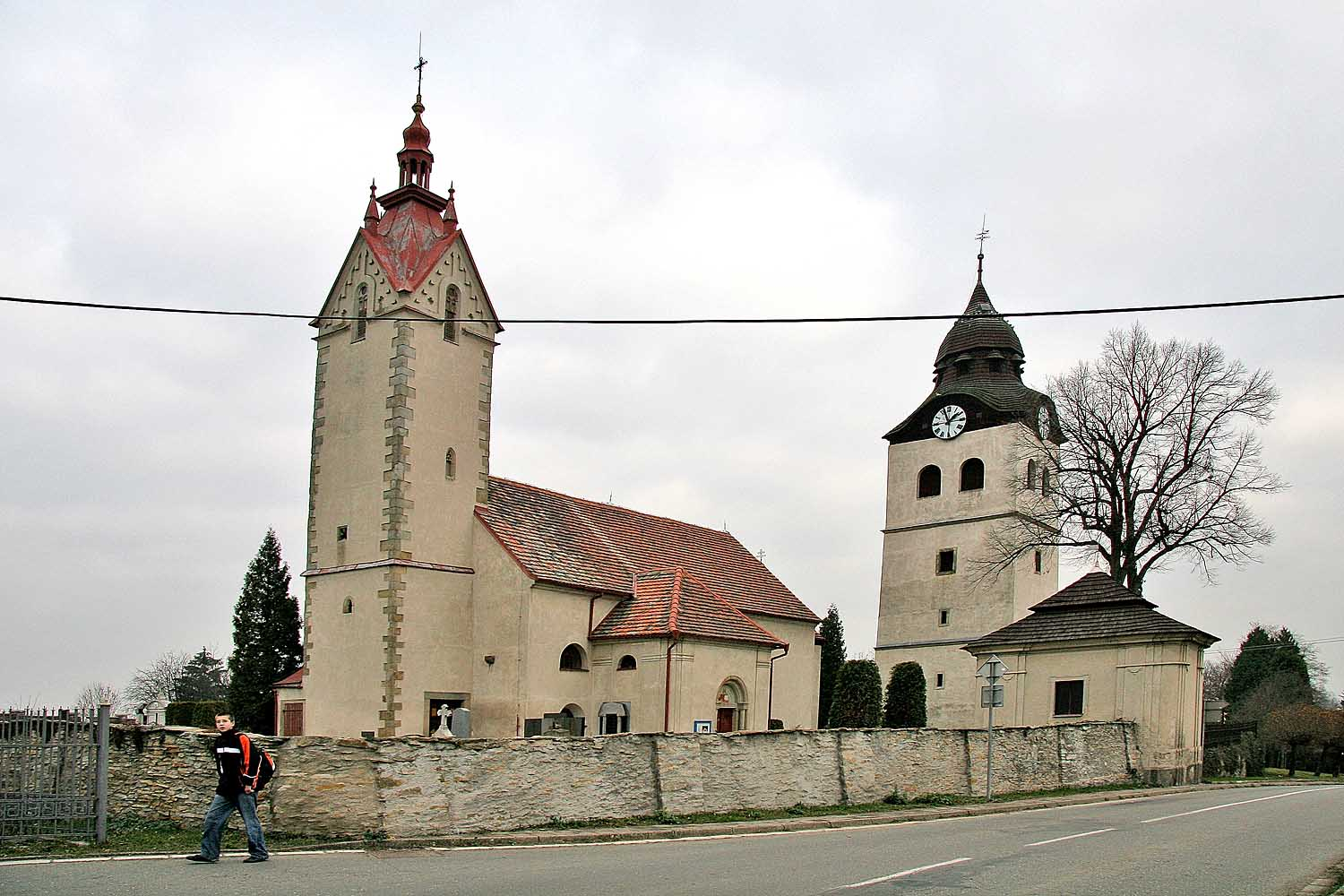
Kirche

Bohuslavice (deutsch Bohuslawitz) ist eine Gemeinde im Okres Náchod im Královéhradecký kraj in Tschechien. 

## Geographie

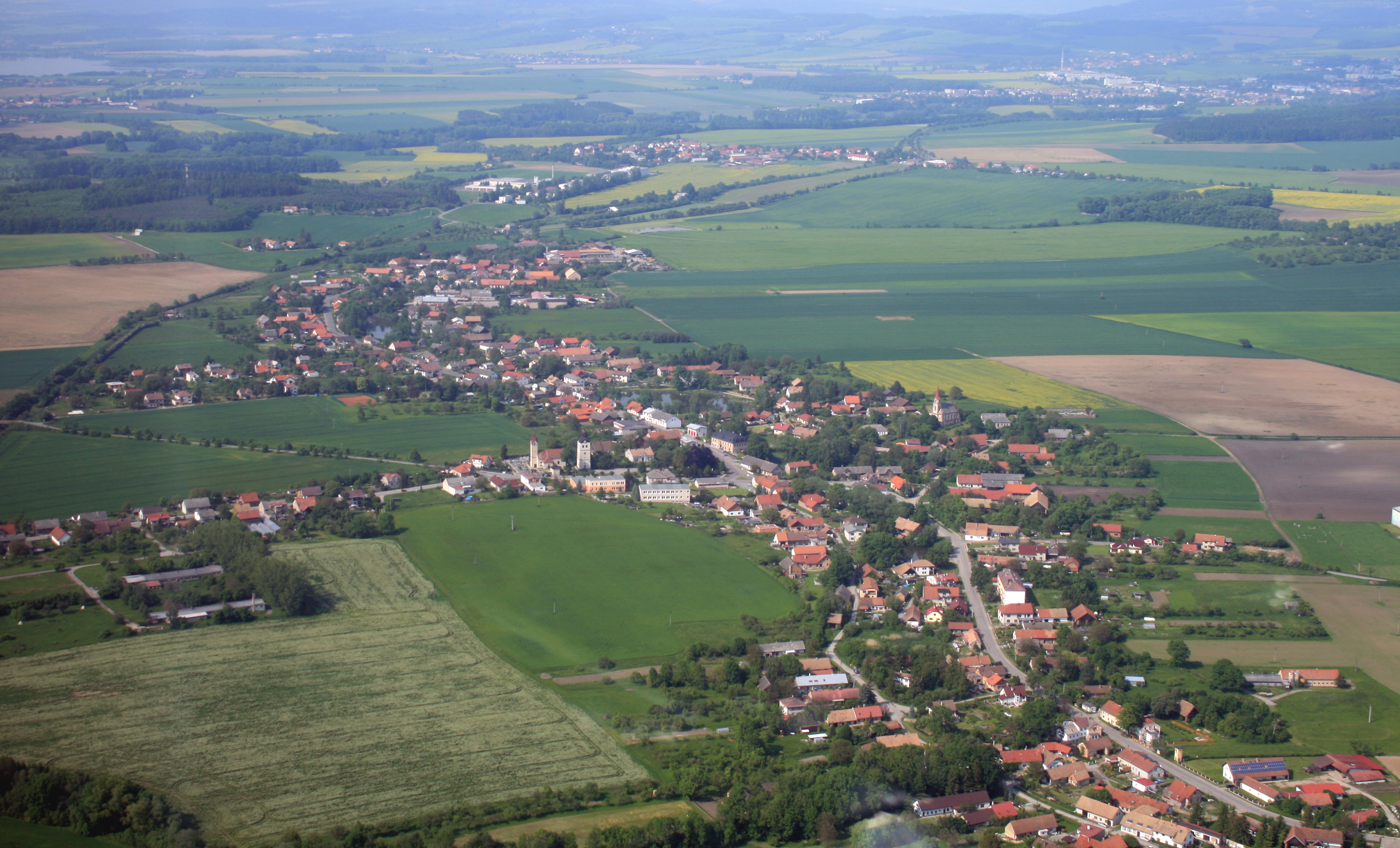
Luftbild von Bohuslavice

Bohuslawice liegt in den Ausläufern des Adlergebirges. Nachbarorte sind Černčice (Tscherntschitz) und Nové Město nad Metují (Neustadt an der Mettau) im Norden, Dobruška (Gutenfeld) im Südosten, Pohoří (Pohorsch) und Opočno (Opotschno) im Süden, Rohenice (Rohonitz) und Slavětín (Slawietin) im Westen.

## Geschichte
Erstmals schriftlich erwähnt wurde Bohuslavice, das zum altböhmischen Königgrätzer Kreis gehörte, im Jahre 1361. Damals war es im Besitz des Sezema von Dobruška. Die 1384 belegte und dem hl. Nikolaus geweihte Kirche war dem Dekanat Dobruška eingegliedert. 1409 gehörte Bohuslawitz dem Vítek von Černčice. Nachdem im Jahre 1501 Johann Černčický von Kácov die Stadt Nové Město gründete und seinen Sitz dorthin verlegte, wurde Bohuslavice an die Herrschaft Nové Město angeschlossen. Während der Reformation wurde die Kirche bis 1605 von „unkatholischen“ Seelsorgern verwaltet. 1625 wurde sie als Filialkirche dem Sprengel der Neustädter Dekanatkirche der hl. Dreifaltigkeit zugewiesen. Seit spätestens 1635 soll Ernst (Arnošt) von Schaffgotsch pfandweise den Hof Nr. 51 und 20 Jahre später noch einen weiteren Hof in Bohuslavice besessen haben. In der Berní rula (Steuerrolle) für das Jahr 1654 wird ein „Arnošt Šaffkočí“ als Besitzer von zwei Bauernhöfen in Bohuslavice erwähnt, ebenso ein Wenzel Straka von Nedabylic (Václav Straka z Nedabilic). Ernst (Arnošt) von Schaffgotsch gilt als der Begründer der böhmischen Linie des schlesischen Adelsgeschlechts Schaffgotsch. Dieser böhmische Familienzweig konnte in den nächsten Jahrzehnten zahlreiche Besitzungen in Nord-Ostböhmen erwerben und mehrere Familienmitglieder bedeutende Positionen im Königreich Böhmen erlangen.
1836 bestand Bohuslawitz aus 185 Häusern mit 1283 Einwohnern (unter diesen 44 protestantische Familien), einer katholischen Filialkirche, einem protestantischen Bethaus, einer Mühle und einem Wirtshaus.

## Sehenswürdigkeiten
- Katholische Kirche mit dem Patrozinium des hl. Nikolaus
- Gebäude des Pfarrhofes
- Alte evangelische Schule